# Anaulacodesmus carinobtusus
Anaulacodesmus carinobtusus är en mångfotingart som beskrevs av Filippo Silvestri 1903. Anaulacodesmus carinobtusus ingår i släktet Anaulacodesmus och familjen orangeridubbelfotingar. Inga underarter finns listade i Catalogue of Life.